# Степновское сельское поселение (Палласовский район)
Степно́вское се́льское посе́ление — муниципальное образование в составе Палласовского района Волгоградской области.
Административный центр — посёлок Вишневка.

## История
Степновское сельское поселение образовано 30 декабря 2004 года в соответствии с Законом Волгоградской области № 982-ОД.

## Население
| 2010  | 2012  | 2013  | 2014  | 2015  | 2016  | 2017  |
| ----- | ----- | ----- | ----- | ----- | ----- | ----- |
| 1280  | ↘1245 | ↘1202 | ↘1190 | ↘1186 | ↘1154 | ↘1149 |
| 2018  | 2019  | 2020  | 2021  |       |       |       |
| ↘1143 | ↘1135 | ↘1122 | ↘1118 |       |       |       |

## Состав сельского поселения
| № | Населённый пункт | Тип населённого пункта          | Население |
| - | ---------------- | ------------------------------- | --------- |
| 1 | Вишневка         | посёлок, административный центр | ↘1118     |